# Kodominancia
A kodominancia vagy együttes dominancia olyan öröklődési forma, amelyben a heterozigóta mindkét allél homozigóta fenotípusát mutatja. Azaz kodominancia esetén mindkét tulajdonság domináns, és megnyilvánul a fenotípusban.
Együttes dominancia lép fel például AB és MN vércsoportok kialakulásánál. Az AB vércsoport megjelenése az A és B allélek jelenlétének tulajdonítható, és közülük egyik sem tudja elnyomni a másik hatását, egyik sem uralkodik a másik fölött.

## Külső hivatkozások
- Ask a scientist[halott link]
- A mendeli analízis kiterjesztése